# Рут де Франс феминин
Рут де Франс феминин (фр. Route de France féminine) — женская шоссейная многодневная велогонка, проходившая по территории Франции с 2006 по 2016 год.

## История

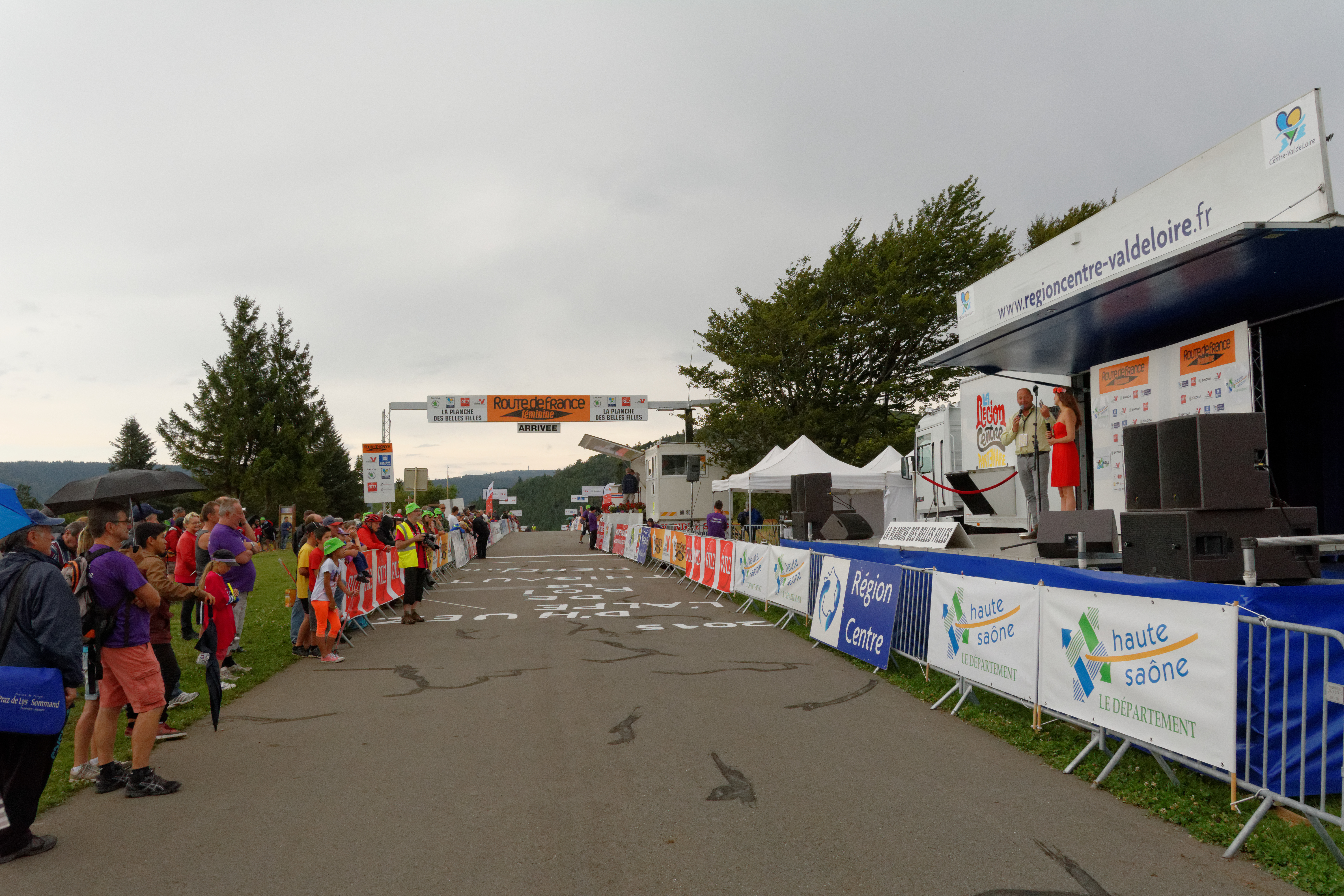
Финишный городок одного этапа гонки в 2015 году

Гонка была создана в 2006 году и получила категорию 2.2, которая со следующего года была повышена до 2.1.
С 2011 года, после прекращения в 2009 году Гранд Букль феминин и в 2010 году Тур де л'Од феминин, стала крупнейшей женской многодневкой, проводимой во Франции, и единственной, имеющей классификацию 2.1. При этом в 2011 году она не проводилась.
В 2017 году была отменена по одним данным из-за конфликта между организаторами и UCI., а по другим из-за совпадения с датами проведения чемпионата Европы. На следующий, 2018 год, гонка была снова запланирована, но уже на июнь. И снова была отменена. На этот раз из-за препятствования городской агломерации Ньевра проведению на своей территории двух этапов. Эти две последовательные отмены привели к прекращению проведения гонки.
В народе гонку называли женским Тур де Франс.
Гонка проводилась в августе. Её маршрут включал от 6 до 9 этапов. Организатором выступала компания Organization Routes et Cycles под руководством Эрве Жерардена.

## Призёры

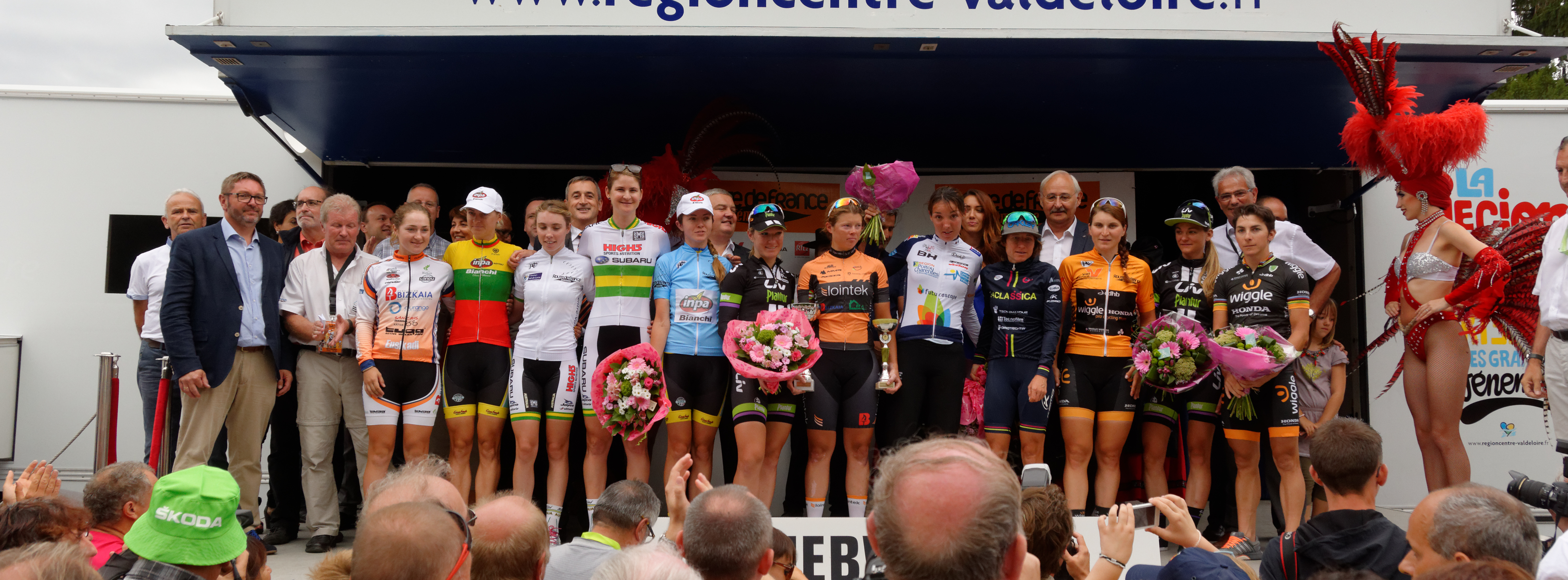
Подиум по окончании гонки 2015 года

| Год                | Победитель          | Второй              | Третий              |          |
| ------------------ | ------------------- | ------------------- | ------------------- | -------- |
| 2006               | Линда Виллумсен     | Эмбер Небен         | Светлана Бубненкова |          |
| 2007               | Эмбер Небен         | Светлана Бубненкова | Марилин Сальвета    |          |
| 2008               | Луиза Келлер        | Розане Кирх         | Эдвиж Питель        |          |
| 2009               | Кимберли Андерсон   | Эвелин Стивенс      | Энерис Итурриага    |          |
| 2010               | Аннемик ван Влётен  | Юдит Арндт          | Ольга Забелинская   |          |
| 2011не проводилась |                     |                     |                     |          |
| 2012               | Эвелин Стивенс      | Кристин Макграт     | Карли Тейлор        |          |
| 2013               | Линда Виллумсен     | Эмма Юханссон       | Эвелин Стивенс      |          |
| 2014               | Клаудия Лихтенберг  | Алёна Омелюсик      | Од Бьянник          |          |
| 2015               | Элиза Лонго Боргини | Эмбер Небен         | Клаудия Лихтенберг  |          |
| 2016               | Эмбер Небен         | Тайлер Уайлз        | Евгения Буяк        |          |
| 2017               | отменено            | отменено            | отменено            | отменено |
| 2018               | отменено            | отменено            | отменено            | отменено |